# Sibilla (nome)
Sibilla  è un nome proprio di persona italiano femminile.

## Varianti
- Femminili: Sibilia[2]
  - Alterati: Sibillina[1][2]
- Maschili: Sibillo[2][3], Sibilio[2]
  - Alterati: Sibillino[2]

### Varianti in altre lingue
- Catalano: Sibil·la[6], Sibilia[6]
- Cornico: Zibella[7]
- Estone: Sibylla
- Francese: Sybille[2][4][7], Sibylle[4][7]
- Greco moderno: Σιβυλλα (Sivulla)[4]
- Inglese: Sybil[4][7], Sibyl[2][4][7], Sybilla[7], Sibilla[7], Sibilie[7], Sybell[7], Sybella[4], Sibell[7], Sibella[7], Sybyly[7], Cybill[4], Cybil[7]
  - Medio inglese: Sibley[7]
- Normanno: Sébire[4]
- Polacco: Sybilla[4]
- Portoghese: Sibila
- Spagnolo: Sibila[6], Sibilia[6]
- Svedese: Sibylla[4]
- Tedesco: Sibylla[4], Sibylle[4][7], Sybille[4][7]
- Tardo greco: Σιβυλλα (Sibylla)[4]
- Tardo latino: Sibylla[1][4], Sybilla[4]
- Ungherese: Szibilla

## Origine e diffusione

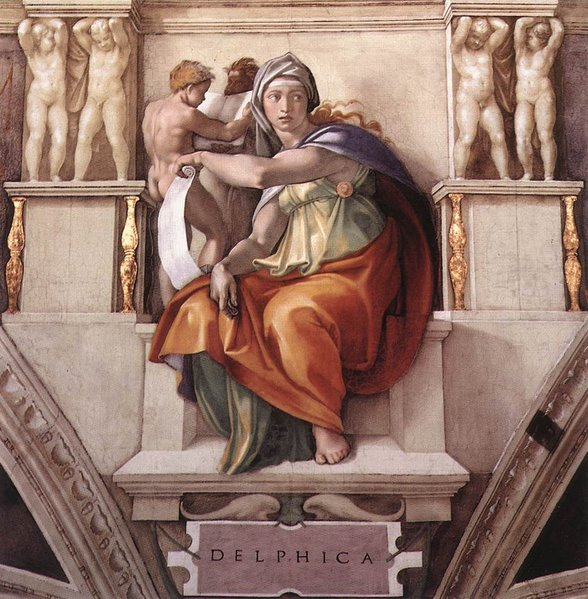
La Sibilla Delfica dipinta da Michelangelo nella Cappella Sistina

Deriva dal termine greco antico Σίβυλλα (Sibylla), che significa "profetessa"; l'etimologia di tale vocabolo è incerta: generalmente viene ricondotto al termine dorico Siobolla (correlato all'attico Theoboule), composto da σιος (sios, la forma dorica ed eolica di θεος, theos, "dio") e βυλη (bule, "consiglio", "volontà"), con il significato di "consigliera degli dei" o "volontà divina".
Nella mitologia greca e poi romana, le sibille erano delle profetesse che vaticinavano in diversi luoghi, le più famose delle quali sono la Sibilla Cumana e la Sibilla Delfica (detta "Pizia"). Nonostante la loro origine pagana, i libri sibillini vennero incorporati nella teologia cristiana, e le sibille parificate ai profeti dell'Antico Testamento, motivo per cui il nome si diffuse fra i cristiani durante il Medioevo.
Il suo uso in Italia rappresenta una ripresa classica, in alcuni casi recente su modello delle lingue straniere; è sparso un po' ovunque sul territorio nazionale, con un terzo delle occorrenze in Lombardia. Per quanto riguarda l'Inghilterra, vi venne importato dai normanni, diffondendosi nelle forme Sibyl e Sybil e in varie altre vernacolari: si rarificò dopo la Riforma protestante, ma fu ripreso nel XIX secolo, forse aiutato dal romanzo di Benjamin Disraeli del 1845 Sybil, or The Two Nations.

## Onomastico
L'onomastico si può festeggiare il 19 marzo in memoria della beata Sibillina Biscossi, monaca domenicana, mistica e veggente.

## Persone
- Sibilla, cantante italiana

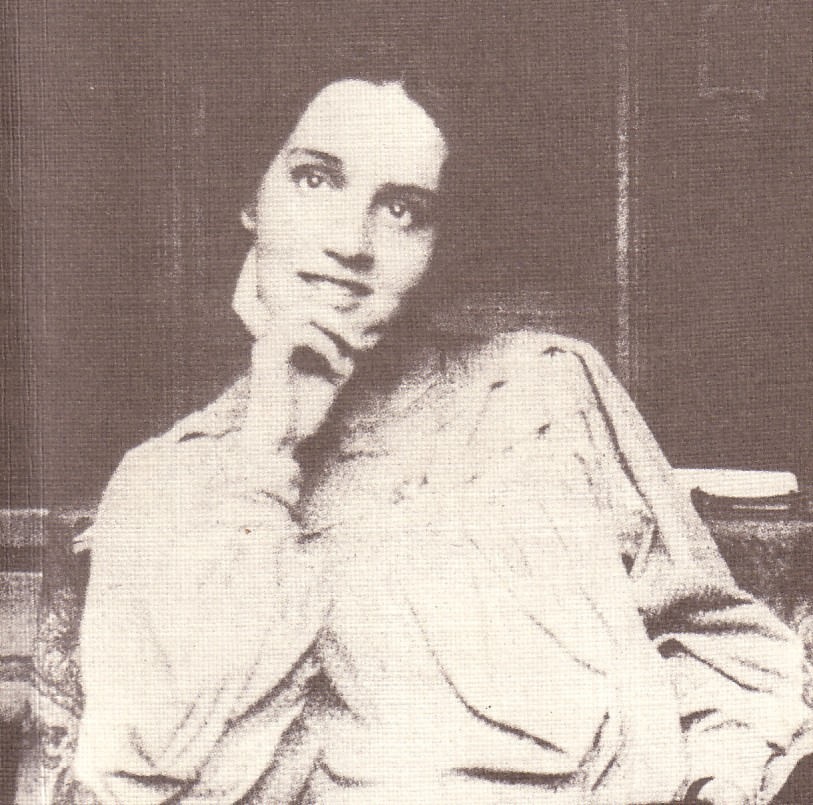
Sibilla Aleramo

- Sibilla Aleramo, scrittrice e poetessa italiana
- Sibilla Di Vincenzo, atleta italiana

### Nobildonne
- Sibilla Cristina di Anhalt-Dessau

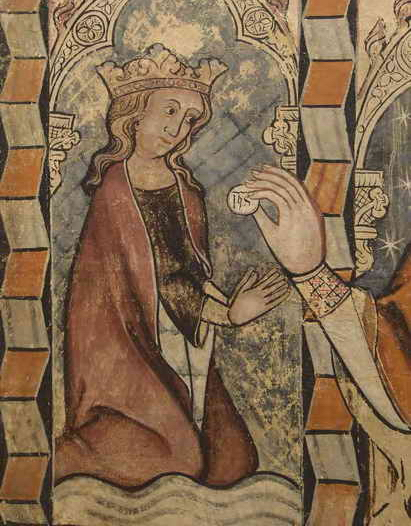
Sibilla di Fortià

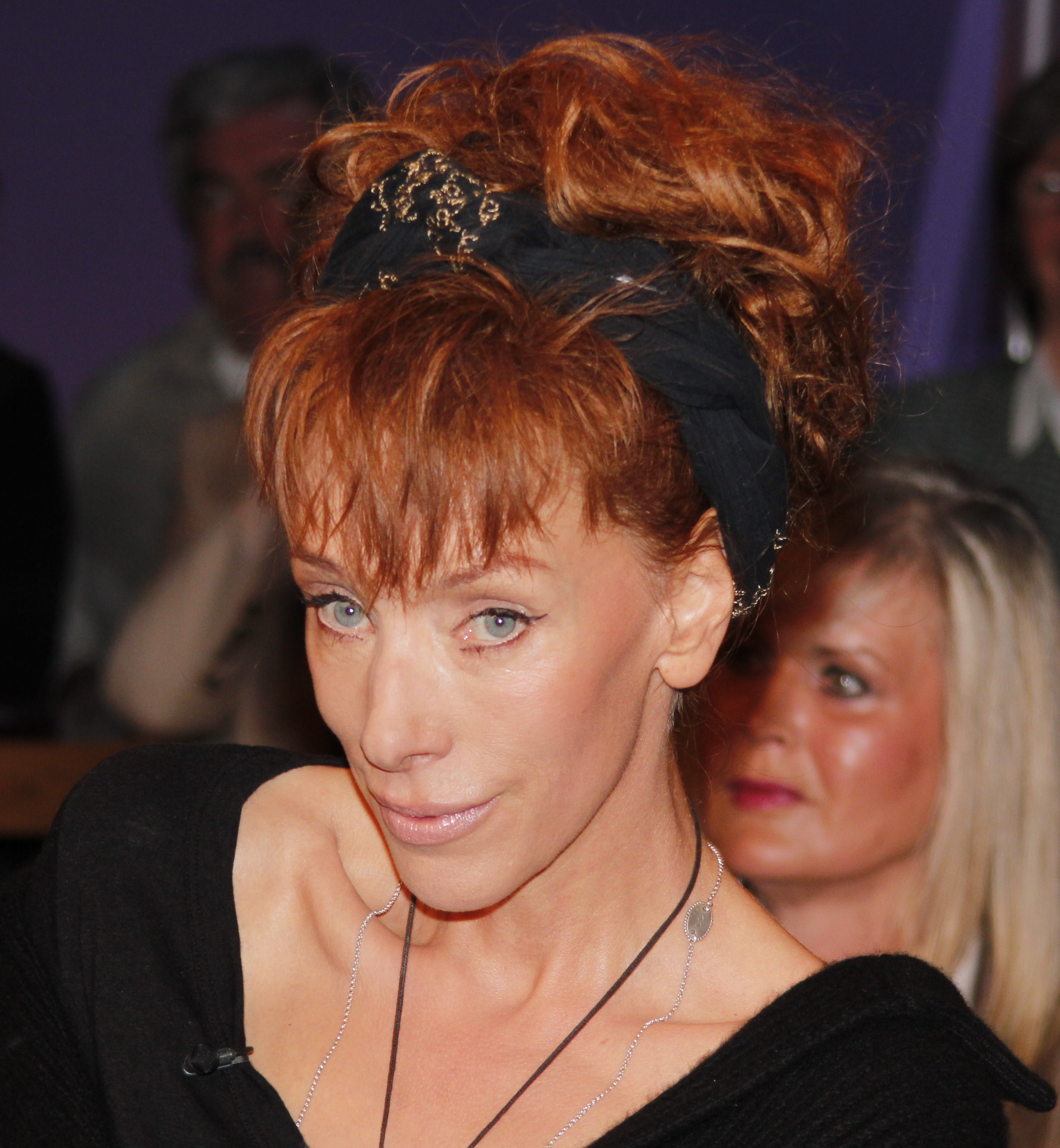
Sibylle Berg

- Sibilla d'Angiò, contessa delle Fiandre
- Sibilla d'Armenia, Contessa di Tripoli e Principessa d'Antiochia
- Sibilla de Baugé, contessa consorte d'Aosta e di Savoia
- Sibilla di Barcellona, duchessa consorte di Borgogna
- Sibilla di Conversano, duchessa di Normandia
- Sibilla di Fortià, regina consorte di Aragona, di Valencia, di Maiorca, di Sardegna e di Corsica
- Sibilla di Gerusalemme, regina di Gerusalemme
- Sibilla di Hohenzollern, figlia di Alberto III di Brandeburgo
- Sibilla di Lusignano, regina della Piccola Armenia
- Sibilla di Medania, regina di Sicilia
- Sibilla di Sassonia-Coburgo-Gotha, principessa ereditaria di Svezia
- Sibilla di Sassonia-Lauenburg, principessa sassone
- Sibilla Maria di Sassonia-Merseburg, duchessa consorte di Württemberg-Bernstadt
- Sibilla Elisabetta di Württemberg, figlia di Federico I di Württemberg
- Sibilla Sormella, nobile catanese

### Variante Sibylle
- Sibylle Berg, scrittrice e giornalista tedesca
- Sibylle Geiger, costumista e scenografa svizzera
- Sibylle Klemm, schermitrice tedesca
- Sibylle Tafel, regista tedesca

### Variante Sibyl

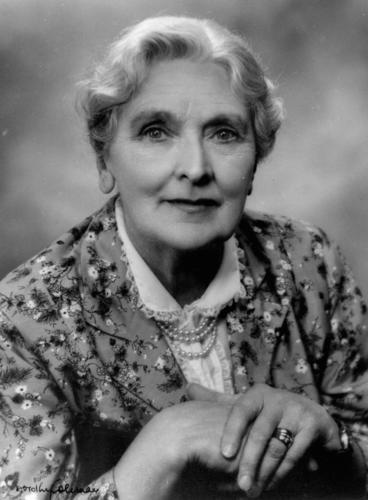
Sybil Thorndike

- Sibyl Buck, modella, attrice e musicista statunitense
- Sibyl de Neufmarché, nobile gallese
- Sibyl Mary Hathaway, dama di Sark

### Variante Sybil
- Sybil Bauer, nuotatrice statunitense
- Sybil Newall, arciera britannica
- Sybil Sanderson, soprano statunitense
- Sybil Seely, attrice statunitense
- Sybil Thorndike, attrice teatrale e cinematografica britannica

### Altre varianti
- Sybille Bammer, tennista austriaca

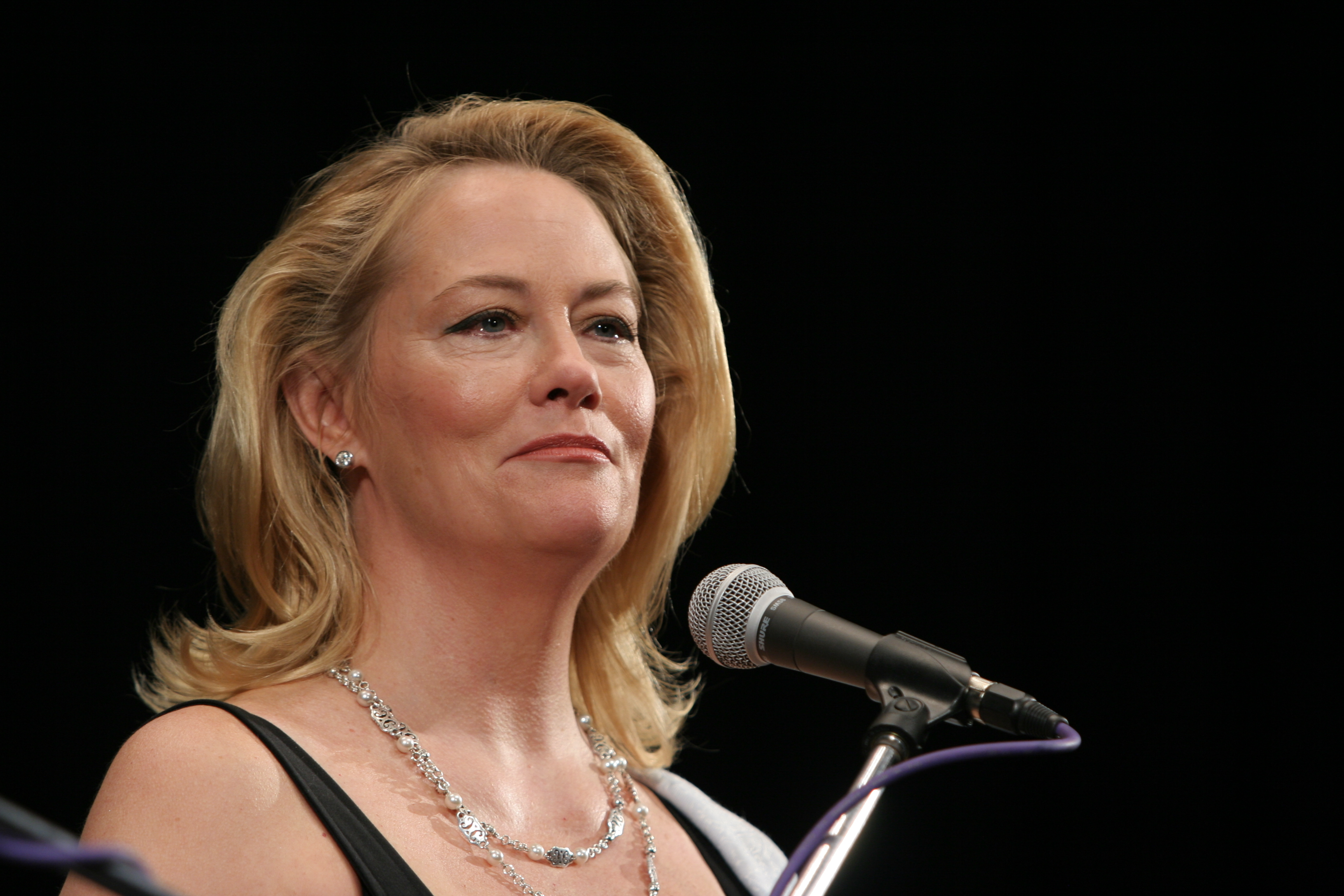
Cybill Shepherd

- Sibillina Biscossi, religiosa e mistica italiana
- Maria Sibylla Merian, naturalista e pittrice tedesca
- Sybilla di Normandia, regina consorte di Scozia
- Cybill Shepherd, attrice statunitense

## Il nome nelle arti
- Sibilla Cooman è un personaggio della serie di film e romanzi Harry Potter.
- Sybil Crawley è un personaggio della serie televisiva Downton Abbey.
- Sybil Dorset è un personaggio del film del 2007 Sybil, diretto da Joseph Sargent.
- Sybil Fawlty è un personaggio della sit-com Fawlty Towers.
- Sybil Vane è un personaggio del romanzo di Oscar Wilde Il ritratto di Dorian Gray.